# Landdrostei Dargun

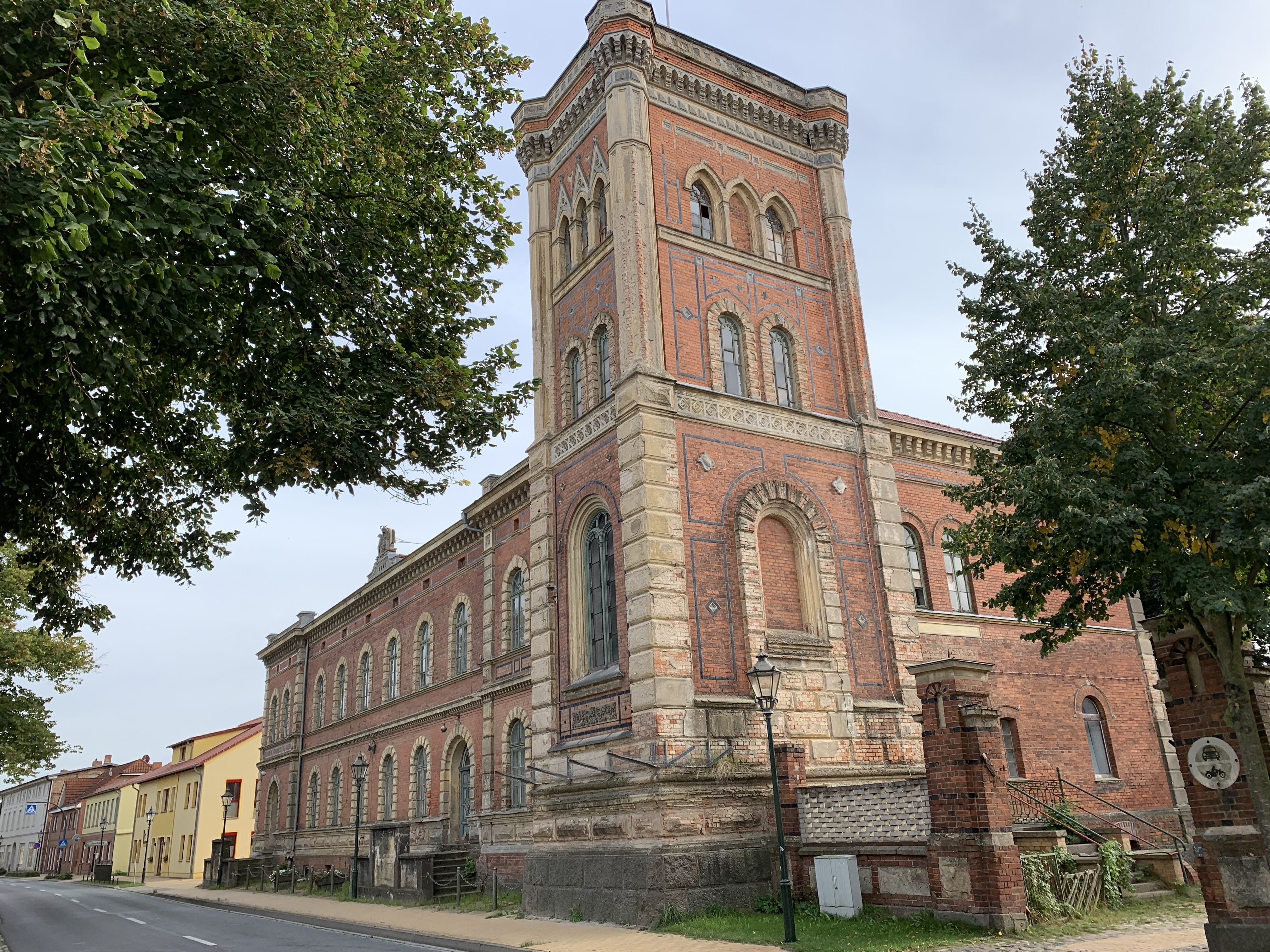
Landdrostei Dargun

Die ehemalige Landdrostei Dargun, auch Altes Rathaus genannt, in Dargun (Mecklenburg-Vorpommern) am Markt / Platz des Friedens 8 an der B 110, stammt aus dem 19. Jahrhundert.
Das Gebäude steht unter Denkmalschutz.

## Geschichte

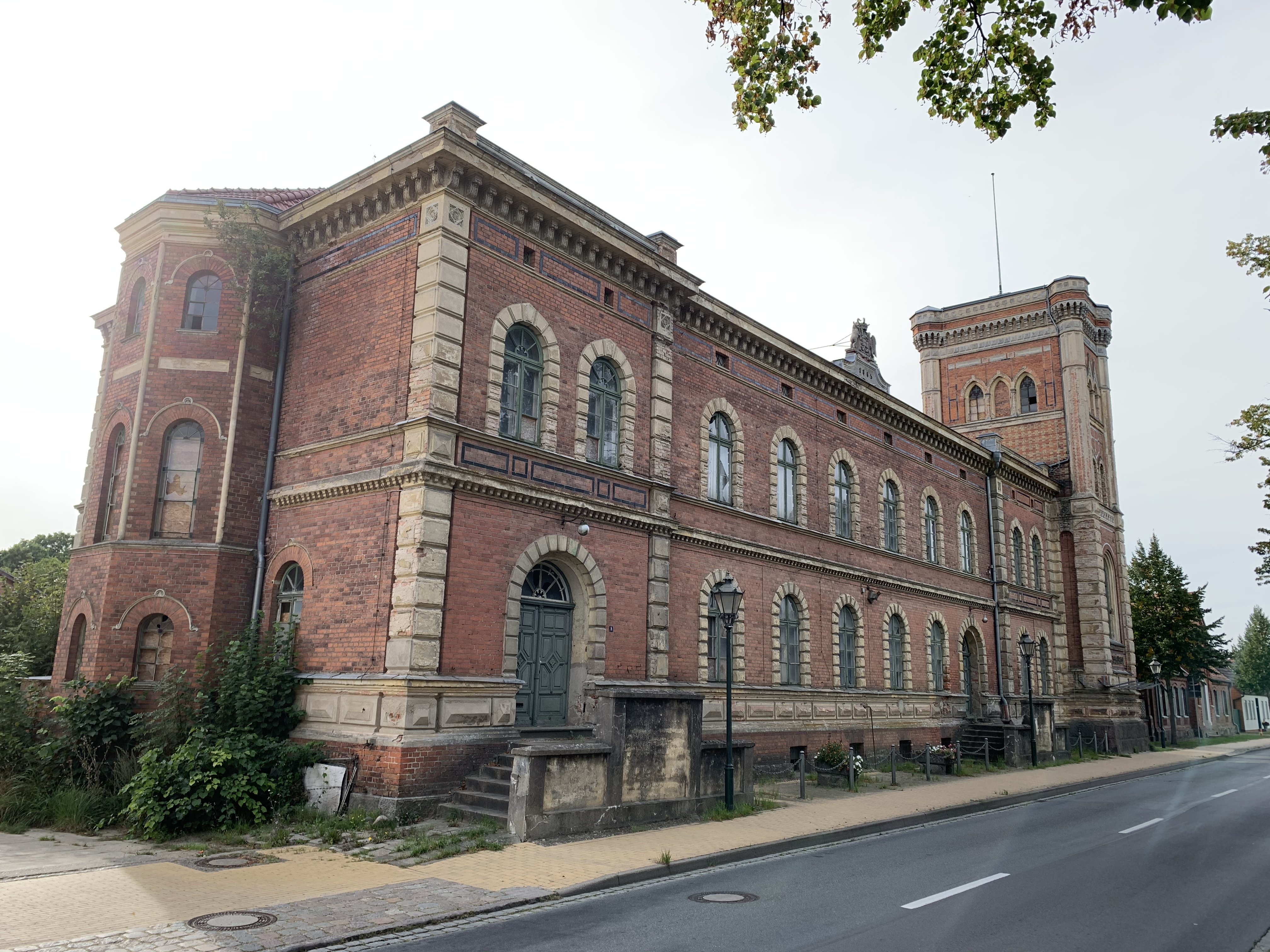
Ansicht von Osten

In der Gründerzeit wurde 1865 das zweigeschossige, verklinkerte historisierende Gebäude mit einem prägenden dreigeschossigen Turm, der südöstlichen Apsis und einem Mezzaningeschoss gebaut. Sandsteineinfassungen markieren Ecken und die Laibungen der rundbogigen Fenster. Ein markantes Kraggesims betont die Horizontale von Gebäude und Turm. Über dem Portal und dem Gesims ist das Wappen des Großherzoges von Mecklenburg-Schwerin, Friedrich Franz III. Im Gebäude befanden sich die Verwaltungsräume, die Wohnung des Landdrosten sowie das Amtsgericht Dargun. Bis 1945 hatte hier das Amt seinen Sitz.
Der Landdrost war ein Beamter des Landes, der für den Bezirk des Dominialamts Dargun in militärischen, jurisdiktionellen und polizeilichen Angelegenheiten zuständig war. Nach 1945 war hier bis 1995 das Rathaus der Gemeinde. Das Dach des Gebäudes wurde im Rahmen der Städtebauförderung Anfang der 1990er Jahre saniert.
Das Gebäude wurde um 1994/95 dem Land übertragen und verkauft; es steht seitdem leer und verfällt.